# Marcipopsis proxima
Marcipopsis proxima là một loài bướm đêm trong họ Noctuidae.